# Jaime Ortí
Jaime Ortí Ruiz (Aldaya, Valencia; 24 de enero de 1947-Valencia; 24 de noviembre de 2017) fue un empresario y dirigente deportivo español. Reconocido por ser uno de los presidentes más laureados de la historia del Valencia Club de Fútbol.

## Biografía
Empresario del sector del aluminio, inició su carrera como gestor futbolístico muy cerca de su Aldaya natal, como presidente del club de Alacuás.
Jaime Ortí entró en el consejo de administración del Valencia CF en 1994, junto a Francisco Roig Alfonso, que ese mismo año accedió a la presidencia del club. Luego, se desvinculó temporalmente de la entidad, y regresó como vicepresidente primero en diciembre de 1997, coincidiendo con el relevo de Paco Roig por Pedro Cortés al frente del club.
Durante los cuatro años que duró la presidencia de Cortés, el Valencia puso fin a décadas de sequía con varios éxitos deportivos, destacando el título de Copa del Rey, de la Supercopa de España y dos subcampeonatos de la Liga de Campeones de la UEFA.
El 12 de junio de 2001, tras la dimisión de Pedro Cortés, Ortí fue nombrado presidente, a pesar de su escaso peso en el accionariado de la entidad, controlando solo 176 de las 192 000 acciones de la SAD.
Su presidencia coincidió con la edad dorada del club valenciano, que llegó a ser designado el mejor del mundo por la IFFHS. Durante los tres años de mandato de Ortí, el equipo conquistó dos ligas en 2002 y 2004, y una Copa de la UEFA y una Supercopa de Europa en 2004. Estos éxitos deportivos, unidos a su carisma entre los aficionados, le permitieron mantenerse en el cargo, a pesar de las luchas intestinas entre los accionistas mayoritarios por hacerse con el control del consejo de administración.
Muestra de su carácter populista, protagonizó múltiples anécdotas a lo largo de su mandato. No dudó en lucir en público una peluca naranja para celebrar las victorias, ni en exhibir, a modo de talismán, un viejo abanico gigante —recuerdo de su Aldaya natal— cada vez que el Valencia CF se jugaba un título. Además, está considerado el creador del término galáctico, una definición que hizo fortuna para referirse al equipo del Real Madrid que formaban Zidane, Figo, Ronaldo y Beckham, entre otros.
Durante su mandato, Ortí delegó en el consejero delegado, Manuel Llorente, la mayoría de decisiones económicas. En cuanto a su gestión deportiva, se destacan actuaciones como el fichaje del entonces joven Vicente, su negativa a traspasar a Roberto Ayala al Real Madrid o su confianza absoluta en el técnico Rafa Benítez, en sus dubitativos inicios.
La fortuna que marcó el mandato de Ortí empezó a darle la espalda en junio de 2004, cuando Rafa Benítez, que acababa de lograr el primer doblete de la historia del club, anunció su dimisión, tras continuados desencuentros con el secretario técnico, Jesús García Pitarch y, sobre todo, con el consejero delegado, Manuel Llorente.
Pocos meses después, el 5 de octubre de 2004, Juan Bautista Soler, por entonces máximo accionista de la entidad, forzó la dimisión de Ortí para ocupar su puesto.
Tras su salida del club, Ortí ha colaborado como tertuliano y comentarista deportivo en Canal 9, la televisión autonómica valenciana.
Falleció el 24 de noviembre de 2017, a los 70 años de edad, debido a un cáncer de pulmón.